# ジャスティン・グリーニング
ジャスティン・グリーニング（Justine Greening, 1969年4月30日 - ）は、2016年から2018年まで教育大臣を務め、2005年イギリス総選挙から2019年イギリス総選挙までパトニー選挙区選出庶民院議員を務めたイギリスの前政治家。初め保守党から議員になったが、2019年9月3日に保守党の院内幹事から除名され無所属議員となった。

## 略歴
サウス・ヨークシャーのロザラムで生まれ育つ。大学卒業後、プライスウォーターハウスクーパース及びグラクソ・スミスクラインにて会計士として働く。
2005年、パットニー選挙区の労働党議員を僅差で破り、庶民院議員となる。パットニー選挙区は、ロンドン・ヒースロー空港への発着航路に入る地域で、2010年の総選挙前には、グリーニングはヒースロー空港の第三滑走路反対運動のリーダとして活動し、この総選挙では、労働党候補に大差をつけて勝った。

## 閣僚として
2011年10月デーヴィッド・キャメロン首相によっては運輸大臣に任命され、2012年9月の改造では国際開発大臣に就任した。
2016年7月中旬にテリーザ・メイ首相の下、教育大臣、平等担当大臣に就任した。
- テリーザ・メイ内務大臣と（2014年7月19日）
- ビル・ゲイツと（2015年6月24日）
- マララ・ユスフザイと（2015年10月22日）

## 私生活
2016年6月、ツイッターで同性愛者（レズビアン）であることを公表し、女性のパートナーがいることを明らかにした。